# Laingsburg (gmina)
Laingsburg – gmina w Republice Południowej Afryki, w Prowincji Przylądkowej Zachodniej, w dystrykcie Central Karoo. Siedzibą administracyjną gminy jest Laingsburg.